# Liste der Kulturdenkmäler in Atzelgift
In der Liste der Kulturdenkmäler in Atzelgift sind alle Kulturdenkmäler der rheinland-pfälzischen Ortsgemeinde Atzelgift aufgeführt. Grundlage ist die Denkmalliste des Landes Rheinland-Pfalz (Stand: 21. Dezember 2021).

## Einzeldenkmäler
| Bezeichnung | Lage                      | Baujahr                            | Beschreibung                                                                              | Bild                           |
| ----------- | ------------------------- | ---------------------------------- | ----------------------------------------------------------------------------------------- | ------------------------------ |
| Quereinhaus | Flurstraße 2 Lage         | zweite Hälfte des 18. Jahrhunderts | Fachwerk-Quereinhaus, teilweise massiv und verkleidet, zweite Hälfte des 18. Jahrhunderts | Fotos hochladen                |
| Brunnen     | Marienstätter Straße Lage | zweite Hälfte des 19. Jahrhunderts | gusseiserner Laufbrunnen, zweite Hälfte des 19. Jahrhunderts                              | weitere Bilder Fotos hochladen |